# Hibbertia cunninghamii
Hibbertia cunninghamii är en tvåhjärtbladig växtart som beskrevs av William Aiton och William Jackson Hooker. Hibbertia cunninghamii ingår i släktet Hibbertia och familjen Dilleniaceae. Inga underarter finns listade i Catalogue of Life.